# پرسیکا آنتیکوا
پرسیکا آنتیکوآ (به انگلیسی: Persica Antiqua) مجله‌ای علمی است که مقاله‌هایی درباره ایران باستان به زبان انگلیسی منتشر می‌کند. این مجله را گروه پژوهشی باستان‌کاوی تیسافرن در ایران منتشر می‌کند. بنیانگذار، مدیر و سردبیر این مجله شاهین آریامنش باستان‌شناس و عضو هیئت علمی پژوهشگاه علوم انسانی و مطالعات فرهنگی است.
اعضای هیئت تحریریه پرسیکا آنتیکوا از کشورهای ایران، انگلستان، امریکا، لهستان، روسیه، ایتالیا، دانمارک، چین، جمهوری آذربایجان و گرجستان است.
این مجله در زمینه باستان‌شناسی، تاریخ، دین، کتیبه، سکه‌شناسی و تاریخ هنر ایران باستان منتشر می‌شود و در وبگاه بین‌المللی اسکوپوس نمایه شده است. پرسیکا آنتیکوا همچنین در وبگاه نشریات علمی وزارت علوم، تحقیقات و فناوری در فهرست نشریات بین‌المللی قرار گرفته است.
نویسندگان مقاله‌های این مجله از کشورهای گوناگون همچون ایران، آلمان، لهستان، گرجستان، ارمنستان، ایتالیا و ... است.
پرسیکا آنتیکوا  در ارزیابی Scimago Journal & Country Rank در سال 2024 میلادی در رتبۀ دوم یعنی Q2 قرار گرفت. این مجله در سال ۲۰۲۵ در آخرین رتبه‌بندی سایمگو (Scimago) بالاترین رتبه یعنی Q1 را به دست آورد.
شاهین آریامنش سردبیر Persica Antiqua در مراسم تجلیل از سردبیران و مدیران مسئول نشریات علمی نمایه شده در پایگاه‌های معتبر بین‌المللی که در دانشگاه‌ شهید بهشتی برگزار شد، قدردانی شد.

## ساختار مجله

### مدیر مسئول:
شاهین آریامنش

### سردبیر:
1. شاهین آریامنش

#### مدیر داخلی:
هوشنگ رستمی

#### مدیر اجرایی:
آروین مقصودلو

## اعضای هیئت تحریریه

### اعضای هیئت تحریریه
1. ژاله آموزگار - دانشگاه تهران - ایران
2. انریکو اسکالونه - دانشگاه رم - ایتالیا
3. سجاد علی‌بیگی - دانشگاه رازی کرمانشاه - ایران
4. محمدحسین عزیزی خرانقی - پژوهشگاه میراث فرهنگی و گردشگری - ایران
5. جان مک‌گینیس - دانشگاه کمبریج - انگلستان
6. نیکول بریش - دانشگاه کپنهاگ - دانمارک
7. ولی بخشعلی‌اف - دانشگاه نخجوان - جمهوری آذربایجان
8. پیر فرانچسکو کالیری - دانشگاه بولونیا - ایتالیا
9. متئو کمپارتی - دانشگاه بیجینگ - چین
10. برونو جنیتو - دانشگاه ناپل - ایتالیا
11. هلن گیوناشیولی - دانشگاه ایلیا - گرجستان
12. لئوناردو گرگوراتی - دانشگاه دورهام - انگلستان
13. باربارا کایم - دانشگاه ورشو - لهستان
14. کاتاژینا ماکیسمیوک - دانشگاه شدلتسه - لهستان
15. جولیو مارسکا - دانشگاه ساپینزا - ایتالیا
16. سیروس نصراله‌زاده - پژوهشگاه علوم انسانی و مطالعات فرهنگی - ایران
17. مهسا ویسی - پژوهشگاه علوم انسانی و مطالعات فرهنگی - ایران
18. آنتونیو پاناینو - دانشگاه بولونیا - ایتالیا
19. کمرون پتری - دانشگاه کمبریج - انگلستان
20. پروانه پورشریعتی - دانشگاه - امریکا
21. روکو رنته - دانشگاه هاروارد - امریکا
22. ابرهارد سوئر - دانشگاه ادینبورگ - انگلستان
23. سیدمنصور سیدسجادی - ایتالیا
24. نیکولاس سیمز-ویلیامز - دانشگاه سواس - انگلستان